# Interclassismo
Con il termine interclassismo si intende una qualsiasi concezione politica e sociale che promuova la collaborazione tra le diverse classi sociali e la conciliazione tra i loro differenti interessi, rifiutando il principio della lotta di classe e propugnandone la convivenza armonica.
Nei sistemi politici contemporanei l'interclassismo figura come una precisa qualificazione, strutturale o programmatica, di alcuni partiti che sono di regola partiti ‘d'ordine', o comunque moderati, e possono contare su un vasto seguito sociale. 
Il Fascismo si posiziona come terza via tra il liberal-capitalismo ed il marxismo e abbraccia la collaborazione di classe. In questo modo il Fascismo contrasta l'individualismo del liberal-capitalismo a cui oppone l'unità delle classi sociali nell'interesse nazionale (a questo scopo, attribuisce allo Stato il ruolo di mediatore nelle dispute tra le classi, distinguendosi così dalla visione marxista della lotta di classe), e la lotta di classe propugnata dal marxismo, sostenendo che le differenze tra gli uomini esistono e sono in natura feconde e positive.
Tutto ciò parte dal presupposto che la prosperità sia possibile grazie alla rinascita ed alla presa di coscienza dei concetti di Nazione e Popolo, grazie alla quale lo Stato si rende di nuovo capace di porsi come intermediario e risolutore delle divergenze classiste.
Al di là della concezione generale del sistema economico, il fascismo ha indirizzato il sindacalismo italiano, fino al 1921 socialista e dedito alla lotta di classe, prima verso una forma nazionale e poi, dopo la presa del potere, ha istituito i sindacati fascisti. Durante la Repubblica Sociale Italiana, il fascismo propose poi la socializzazione dell'economia.
Nel 1927 viene pubblicata la Carta del Lavoro, uno dei documenti fondamentali del fascismo, con la quale fu istituito il tribunale del lavoro, col compito di giudicare i conflitti fra capitale e lavoro al di fuori delle rivendicazioni violente di tutte le classi sociali, in quanto, non tollerando lo Stato alcuna forma di giustizia privata, sia in campo civile che penale, questa sarebbe stata vietata anche sul luogo di lavoro: in tale decisione rientrano i divieti di scioperi e serrate del 1926.
Tra il 1927 ed il 1939, con riforme graduali e di lungo respiro, i sindacati fascisti confluiscono nella creazione dello Stato corporativo, con la strutturazione delle filiere lavorative in corporazioni, al cui interno furono associati lavoratori e datori di lavoro, corrispondenti alle varie attività economiche, poste sotto il controllo del governo e riunite nella Camera dei fasci e delle corporazioni.
Il concetto era quello di riunire nella corporazione stessa lavoro, capitale e tecnica, armonizzando le forze comunitarie in ottica nazionale e, appunto, di collaborazione di classe.
(Benito Mussolini)
Il concetto che veicolato dal fascismo è organicista, per cui i cittadini non sono entità individuali e/o particolari, ma parte organica di un insieme, la comunità nazionale: lo Stato fascista ritiene perciò di avere non solo il dovere di garantire l'ordine, ma anche la pace e la giustizia sociale tra le varie classi in conflitto tra loro, in quanto il supremo interesse non è quello nei confronti dell'individuo, ma quello nazionale.

## Dottrina sociale cristiana
L'Interclassismo indica una delle componenti essenziali del pensiero sociale cristiano. Taluni preferiscono usare il termine solidarismo.
Esso si caratterizza per il rifiuto del mito della classe (borghese o proletaria che sia), non la negazione della divisione della società in classi. In altri termini sostiene che le varie classi debbono tendere, anche attraverso la difesa dialettica dei propri legittimi interessi, alla collaborazione e che lo Stato deve comporre in sintesi unitaria i vari interessi nel quadro del bene comune.
L'interclassismo, però, non è una mediazione meccanica tra interessi contrapposti: lo Stato, in quanto garante della giustizia, deve garantire l'effettivo squilibrio delle forze sostenendo i più deboli.

## Altri movimenti
Altri movimenti che si rifanno all'interclassismo sono la terza via, il distributismo, la socialdemocrazia moderata, il peronismo argentino e la dottrina economica mazziniana.

## Degenerazioni
In casi di degenerazione, l'interclassismo può essere lo strumento grazie al quale le classi dominanti, nel presentare i propri interessi come interessi collettivi, sottraggono incisività ed efficacia alle rivendicazioni degli strati sociali contraddistinti da condizioni socioeconomiche più svantaggiate, prefiggendosi di mantenere lo status quo.